# Discografia de Eliana
A discografia da cantora e apresentadora brasileira Eliana consiste em doze álbuns de estúdio e mais seis coletâneas. A artista conseguiu vender mais de 4,5 milhões de cópias com seus lançamentos.
Sua carreira musical começou em 1986 integrando o grupo vocal feminino A Patotinha. Em 1990 foi convidada pelo apresentador Gugu Liberato para integrar outro grupo musical, o Banana Split.
Com apenas 18 anos foi convidada por Silvio Santos para apresentar o programa infantil Festolândia no SBT, em seguida apresentou o programa Sessão Desenho no qual lançou seu primeiro hit "Os Dedinhos". Logo depois lançou, pelo selo BMG, seu primeiro disco, também intitulado Os Dedinhos.
Durante sua carreira musical, Eliana recebeu uma indicação ao Grammy Latino de 2000 na categoria "Álbum Infantil Latino do Ano" pelo álbum Primavera sendo a primeira apresentadora infantil brasileira a ser indicada na categoria.
Em 2003, o seu álbum É Dez recebeu uma indicação ao "Melhor Álbum Infantil" no Prêmio TIM de Música.
Com a mudança do público infantil para o familiar em 2004, Eliana não lançou mais nenhum disco de inéditas, sendo o álbum Diga Sim o seu último álbum. Nos anos seguintes  a artista lançaria canções que entraram para trilhas sonoras de novela.

## Álbuns

### Álbuns de estúdio
| Álbum       | Detalhes                                                                             | Vendas                             | Certificações    |
| ----------- | ------------------------------------------------------------------------------------ | ---------------------------------- | ---------------- |
| Os Dedinhos | - Lançamento: 10 de maio de 1993 - Formatos: CD, LP, K7 - Gravadora: BMG             | - : 300.000                        | - : PMB: Ouro    |
| Eliana      | - Lançamento: 1994 - Formatos: CD, LP, K7 - Gravadora: BMG                           | - : 250.000                        | - : Platina      |
| Eliana      | - Lançamento: 14 de junho de 1995 - Formatos: CD, LP, K7 - Gravadora: BMG            | - : 250.000                        | - : PMB: Platina |
| Eliana      | - Lançamento: 1996 - Formatos: CD, LP, K7, download digital - Gravadora: BMG         | - : 250,000                        | - : Platina      |
| Eliana      | - Lançamento: 1997 - Formatos: CD, K7, download digital - Gravadora: BMG             | - : 350,000                        | - : PMB: Ouro    |
| Eliana      | - Lançamento: Setembro de 1998 - Formatos: CD e download digital - Gravadora: BMG    | - : 250,000                        | - : PMB: Ouro    |
| Primavera   | - Lançamento: 1999 - Formatos: CD, download digital - Gravadora: BMG                 | - : 250,000                        | - : PMB: Ouro    |
| Eliana      | - Lançamento: 2000 - Formatos: CD, download digital - Gravadora: BMG                 | - : 100,000                        | - : PMB: Ouro    |
| Eliana      | - Lançamento: 15 de agosto de 2001 - Formatos: CD, download digital - Gravadora: BMG | - : 250.000                        | - : Platina      |
| É Dez       | - Lançamento: 2002 - Formatos: CD, VHS, DVD e download digital - Gravadora: BMG      | - : 250.000 (CD) - : 100.000 (DVD) | - : Platina      |
| Festa       | - Lançamento: 2003 - Formatos: CD, VHS, DVD e download digital - Gravadora: BMG      | - : 100.000                        | - : PMB: Ouro    |
| Diga Sim    | - Lançamento: 2004 - Formatos: CD, VHS e download digital - Gravadora: BMG           | - : +50.000                        | - : PMB: Ouro    |

### Coletâneas
| Álbum                        | Detalhes                                                                           | Vendas      |
| ---------------------------- | ---------------------------------------------------------------------------------- | ----------- |
| Um Mundo de Alegria          | - Lançamento: 1997 - Formatos: CD - Gravadora: BMG                                 |             |
| Os Maiores Sucessos          | - Lançamento: 20 de maio de 1998 - Formatos: CD, download digital - Gravadora: BMG | - : 100,000 |
| Focus: O Essencial de Eliana | - Lançamento: 1999 - Formatos: CD - Gravadora: BMG                                 |             |
| 100 Anos de Música           | - Lançamento: 2001 - Formatos: CD, download digital - Gravadora: Sony              |             |
| Maxximun                     | - Lançamento: 2006 - Formatos: CD, download digital - Gravadora: Sony BMG          |             |
| 15 Anos                      | - Lançamento: 2006 - Formatos: CDs, DVDs e download digital - Gravadora: Sony BMG  |             |

### Álbum de CD-ROM
| Álbuns       | Detalhes                                                                          |
| ------------ | --------------------------------------------------------------------------------- |
| Eliana Mania | - Lançamento: 1997 - Formato: CD-ROM - Distribuição: BMG - Produção: Blitz Design |

## Singles
| Título               | Ano  | Álbum       | Ref.   |
| -------------------- | ---- | ----------- | ------ |
| "Os Dedinhos"        | 1993 | Os Dedinhos | [ 28 ] |
| "Tentação"           | 1994 | Eliana      | [ 29 ] |
| "A Dança dos Bichos" | 1996 | Eliana      | [ 30 ] |
| "Primavera"          | 1999 | Primavera   | [ 31 ] |
| "A Força do Mestre"  | 2000 | Eliana      | [ 32 ] |

## Outras aparições
| Título                  | Ano  | Álbum                     | Ref.   |
| ----------------------- | ---- | ------------------------- | ------ |
| "Essa Ternura"          | 2007 | Luz do Sol                | [ 33 ] |
| "Tempo de Mudar"        | 2009 | Tudo que Me Vem na Cabeça | [ 34 ] |
| "Ao Mestre com Carinho" | 2012 | Carrossel                 | [ 35 ] |

## Videoclipes
| Ano  | Título                            | Ref.   |
| ---- | --------------------------------- | ------ |
| 1994 | "Pop Pop"                         | [ 36 ] |
| 1995 | "Olha o Passarinho"               | [ 37 ] |
| 1995 | "Come Que A Mamãe Fica Contente"  | [ 38 ] |
| 1996 | "Frutanimais"                     | [ 39 ] |
| 1997 | "Xô Preguiça"                     | [ 40 ] |
| 1997 | "Beijomania"                      | [ 41 ] |
| 1997 | "Meu Campeão"                     | [ 42 ] |
| 1997 | "Coelhinho da Páscoa"             | [ 43 ] |
| 1997 | "Sonho Tropical"                  | [ 44 ] |
| 1997 | "Futuro É Presente"               | [ 45 ] |
| 1997 | "Lá Vem o Sol"                    | [ 46 ] |
| 1998 | "Dia de Alegria"                  | [ 47 ] |
| 1998 | "Chuva de Amor"                   | [ 48 ] |
| 1998 | "Largue Essa Chupeta"             | [ 49 ] |
| 1998 | "O Peixinho Fugiu"                | [ 50 ] |
| 1999 | "Primavera"                       | [ 51 ] |
| 1999 | "O Telefone Vai Tocar"            | [ 52 ] |
| 2000 | "A Força do Mestre"               | [ 53 ] |
| 2000 | "A Força do Raio"                 | [ 54 ] |
| 2001 | "Sailor Moon (Guerreiras da Lua)" | [ 55 ] |
| 2001 | "A Galinha Magricela"             | [ 56 ] |
| 2001 | "O Elefante e a Formiguinha"      | [ 57 ] |
| 2002 | "Palavrinhas Mágicas"             | [ 58 ] |
| 2002 | "É Tão Lindo"                     | [ 58 ] |
| 2002 | "Pula Corda"                      | [ 58 ] |
| 2002 | "Ai, meu Nariz"                   | [ 58 ] |
| 2002 | "A Bela e a Fera"                 | [ 58 ] |
| 2002 | "Comer, Comer"                    | [ 58 ] |
| 2002 | "É Dez"                           | [ 58 ] |
| 2002 | "A Orquestra dos Bichos"          | [ 58 ] |
| 2002 | "Dona Felicidade"                 | [ 58 ] |
| 2003 | "Curumim Ei, Ei"                  | [ 59 ] |
| 2003 | "Mestre Coco"                     | [ 59 ] |
| 2003 | "Meu Cachorrinho (Chihuahua)"     | [ 59 ] |
| 2003 | "A Dança do Bambolelê"            | [ 59 ] |
| 2003 | "Quando a Música Parar"           | [ 59 ] |
| 2003 | "Festa de São João (Medley)"      | [ 59 ] |
| 2003 | "Festa do Amor"                   | [ 59 ] |
| 2003 | "Pop Pop (Remix)"                 | [ 59 ] |
| 2003 | "Felicidade"                      | [ 59 ] |
| 2003 | "Parabéns"                        | [ 59 ] |
| 2004 | "Mexe, Remexe"                    | [ 60 ] |
| 2004 | "Um, Dois, Três"                  | [ 60 ] |
| 2004 | "Lenha na Fogueira"               | [ 60 ] |
| 2004 | "Diga Sim"                        | [ 60 ] |
| 2004 | "Um Dia de Sol"                   | [ 60 ] |
| 2004 | "O Que Passou, Já Passou"         | [ 60 ] |
| 2004 | "O Lobisomem"                     | [ 60 ] |
| 2004 | "Amigo Especial"                  | [ 60 ] |
| 2004 | "Quando é Amor"                   | [ 60 ] |
| 2004 | "Palavra Mágica"                  | [ 60 ] |
| 2004 | "Meu Ursinho Blau-Blau"           | [ 60 ] |
| 2004 | "Tudo Pode Mudar"                 | [ 60 ] |
| 2004 | "Golfinhos"                       | [ 60 ] |